# Juan Carlos Morrone
Pour les articles homonymes, voir Morrone.
Juan Carlos Morrone (également connu sous le nom de Giancarlo Morrone), né le 5 février 1941 à Buenos Aires en Argentine, est un joueur et un entraineur de football italien d'origine argentine, ayant principalement évolué en Italie.

## Biographie
Juan Carlos Morrone possède des origines familiales italiennes bien que né en Argentine où il se forme au sein du Club Atlético Platense au poste d'attaquant auquel il évoluera toute sa carrière. Surnommé El Gaucho en raison de ses origines sud-américaines, il joue de 1960 à 1975 pour quatre clubs italiens durant sa carrière de joueur : la Lazio de Rome, la Fiorentina, l'Unione Sportiva Foggia et l'Unione Sportiva Avellino.
À partir de 1975, il se tourne vers la carrière d'entraîneur dans divers clubs italiens notamment la Lazio de Rome dont il est l'entraineur en 1983 après s'être occupé des jeunes et de l'équipe réserve. Il continue par la suite à entrainer diverses équipes locales ilatiennes.

## Palmarès
- Vainqueur de la Coupe d'Italie de football en 1966 avec la Fiorentina.
- Vainqueur du Championnat d'Italie de football D2 en 1968-1969 avec la Fiorentina.
- Vainqueur de la Coupe Mitropa 1966 avec la Fiorentina.
- Vainqueur de la Coupe des Alpes 1971 avec la Lazio de Rome.

## Sources et références
- (it) Cet article est partiellement ou en totalité issu de l’article de Wikipédia en italien intitulé « Juan Carlos Morrone » (voir la liste des auteurs).